# Edificio Banco de Chile
El edificio Banco de Chile es un edificio residencial de la ciudad de Temuco, Chile. Está ubicado en avenida Arturo Prat 745. Posee veintidós pisos y setenta metros de altura, siendo, hasta ahora, el séptimo edificio más alto del Gran Temuco y de la Región de La Araucanía. Fue uno de los primeros edificios residenciales más altos en Chile.
Cuenta con un local comercial de cambio de monedas y un subterráneo exclusivo para los residentes. 